# Bal des Ardents

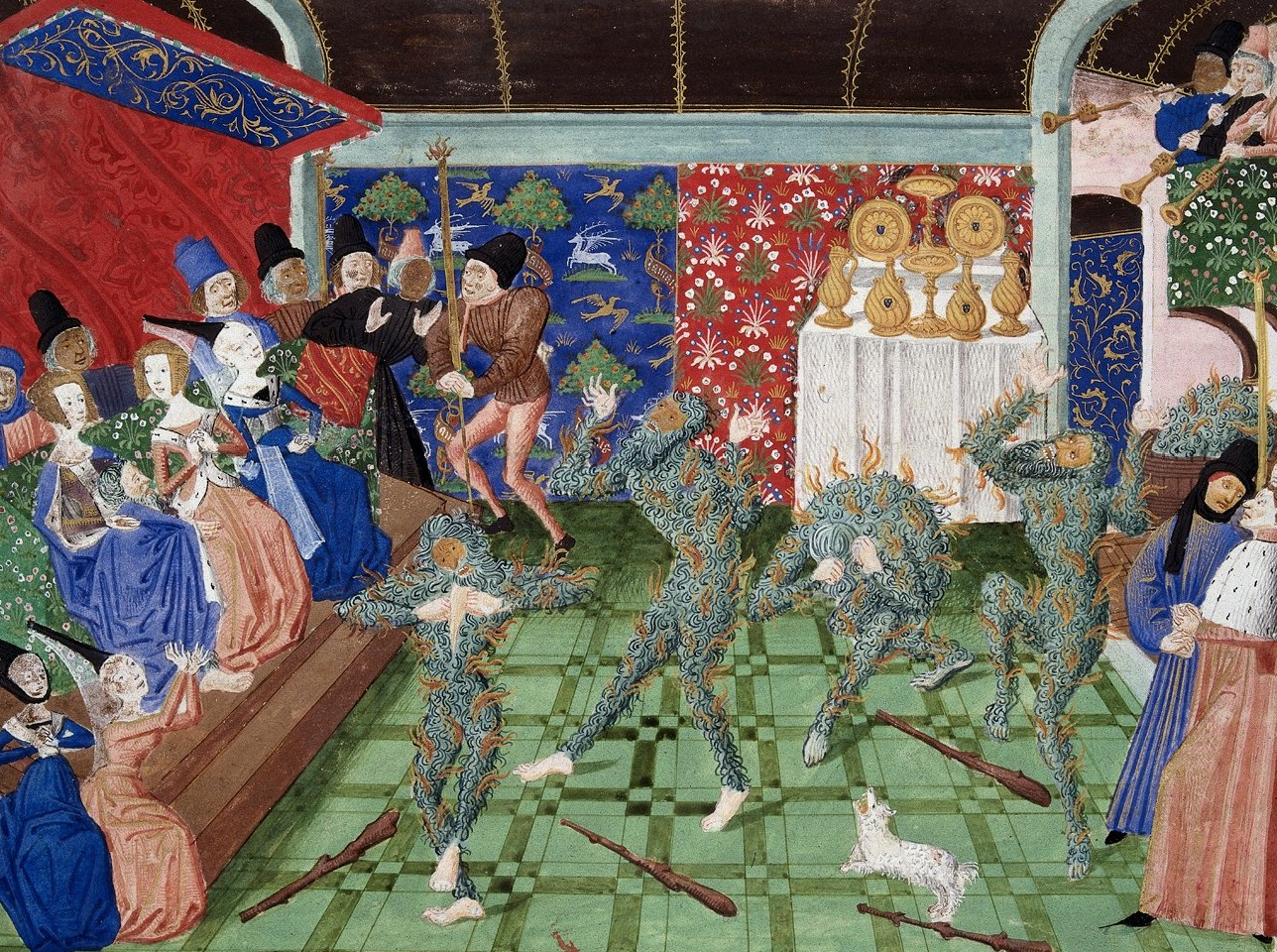
Der Bal des Ardents in einem Manuskript der Chronik Jean Froissarts. Die Herzogin von Berry (sitzend links) bedeckt König Karl VI. mit ihrem blauen Rock, so dass nur dessen Gesicht sichtbar ist, während die Tänzer bemüht sind, sich ihrer brennenden Kostüme zu entledigen. Einer der brennenden Tänzer ist in ein Weinfass gestiegen. Im Hintergrund links die brennende Fackel.

Der Bal des Ardents („Ball der Brennenden“) bezeichnet einen Charivari (einen Polterabend im Fall der Wiederverheiratung), der von König Karl VI. am 28. Januar 1393 abgehalten wurde. Charivaris waren von der Kirche verboten, die Feier stellte somit ein Sakrileg dar. Ein Brand auf dem Ball tötete vier Freunde des Königs, der danach – bereits geistesgestört – endgültig dem Wahnsinn verfiel.
Ob sich das Unglück in der königlichen Residenz, dem Hôtel Saint-Paul, ereignete oder in dem sogenannten Hôtel de la reine blanche in dem im Süden von Paris gelegenen Faubourg Saint-Marcel, ist bis heute nicht geklärt.

## Der Ball
Anlass für den Ball war die Hochzeit einer Ehrendame der Königin Isabeau, Catherine l’Allemande, Witwe eines Herrn von Hainceville (oder Hainserville, heute Answeiler), die in dritter Ehe den von der Königin ausgesuchten Adligen Etzel von Ortenburg heiraten wollte. In derartigen Fällen war es üblich, einen Charivari (Polterabend) zu organisieren.
Tagsüber hatten Feste und Bankette stattgefunden, zu denen der gesamte Hof eingeladen war. Am Abend stand ein Ball auf dem Programm. Karl und Hugo von Guisay wollten mit vier Freunden, Jean Graf von Joigny, Yvain von Foix, Ogier von Nantouillet und Aymard von Poitiers, als „Wilde Männer“ auftreten. Sie schmierten sich mit Pech ein, bedeckten sich mit Federn und Werg und ketteten sich aneinander.
Gegen Mitternacht wurden die Lichter gelöscht, die sechs Wilden mischten sich unter die Gäste, gestikulierten und schrien; die anfangs überraschte Ballgesellschaft machte bei dem Spiel bald mit. Der Herzog Ludwig von Orléans, der Bruder des Königs, und sein Onkel, der Herzog Johann von Berry, die einen Teil des Abends in einer Gaststätte verbracht hatten, kamen später hinzu. Neugierig geworden nahm Ludwig eine Fackel, um herauszufinden, wer sich unter den Masken verbarg. Er kam aber den Kostümierten zu nahe, sodass ihre Verkleidung Feuer fing.
Durch die Ketten konnten die sechs sich nicht voneinander lösen. Der König kam davon, weil seine Tante Jeanne de Boulogne, die Herzogin von Berry, ihn sofort in ihr Kleid und ihren Unterrock einwickelte und die Flammen erstickte. Ogier von Nantouillet konnte sich von seinen Ketten befreien und sprang in ein Weinfass. Yvain von Foix versuchte, die Türe zu erreichen, wo ihn zwei Diener mit einem nassen Stück Stoff auffingen, ohne das Feuer löschen zu können. Die anderen verbrannten in der nächsten halben Stunde vor den Augen des Königs. Alle vier starben einer nach dem anderen in den nächsten Tagen an ihren Verbrennungen.
Ludwig von Orléans ließ in der Kirche der Cölestiner eine Bußkapelle bauen, in der täglich eine Messe zum Gedenken an die Opfer gelesen wurde.

## Folgen
Der König hatte bereits in den Monaten zuvor Anzeichen einer psychischen Erkrankung gezeigt; durch den Schock erlitt er nun einen völligen Zusammenbruch. Einige Tage später übertrug Karl VI. die Regentschaft seinem Bruder Ludwig von Orléans; da dieser aber für zu jung gehalten wurde, fiel die Regierung an seine Onkel, den Herzog von Berry und Philipp den Kühnen von Burgund. Karl war noch nicht 25 Jahre alt und Frankreich – schreibt der Connétable Olivier V. de Clisson – hatte jetzt drei Könige.

## Trivia
Der Unglücksfall diente Edgar Allan Poe als Anregung für seine Erzählung Hop-Frog.

## Quelle
- Jean Juvénal des Ursins: Histoire de Charles VI. Roy de France, et des choses mémorable advanues durant quarante-deux années de son regne depuis 1380 jusque en 1422. Um 1430.
- Pierre Gascar: Charles VII. Le Bal des Ardents. Paris 1977.
- Jacques Hillairet: Dictionnaire Historique des rues de Paris. Vol. I, Editions de Minuit, Paris 1963, ISBN 2-7073-0092-6.